# Сумцов, Николай Фёдорович
Никола́й Фёдорович Сумцо́в (1854, Санкт-Петербург — 1922, Харьков) — российский и украинский этнограф, литературовед, историк искусства, музейный деятель. Член-корреспондент Императорской Санкт-Петербургской академии наук (с 1905 года); в год правления Павла Скоропадского был избран одним из первых академиков Украинской академии наук.

## Биография
Родился в 1854 году, в Санкт-Петербурге, в дворянской семье, происходившей из казацкой старшины Сумского слободского казачьего полка. Его родители были мелкими землевладельцами, имели хутор в Боромле.
Сразу после смерти отца семья переехала на Харьковщину. Во время обучения во 2-й Харьковской гимназии Николай Сумцов обнаружил особые успехи в немецком и французском языках, интересуясь и родным языком; в гимназические годы он сделал свои первые записи народных песен Слобожанщины (по преимуществу, украиноязычных). Среди его любимых писателей были Иван Котляревский и Квитка-Основьяненко. Затем Сумцов обучался на историко-филологическом факультете Харьковского университета, который окончил в 1875 году. Затем учился в Германии, а в 1878 году защитил pro venia legendi диссертацию о князе В. Ф. Одоевском и стал читать в Харьковском университете в качестве приват-доцента лекции по истории русской литературы. С 1880 года — непременный секретарь университета. В 1880 году защитил магистерскую диссертацию «О свадебных обрядах, по преимуществу русских», а в 1885 году докторскую «Хлеб в обрядах и песнях». В 1909 году был утверждён деканом историко-филологического факультета.
С 1887 года Сумцов был председателем Историко-филологического общества при Харьковском университете, стоял во главе комиссии по устройству публичных чтений для женщин. Состоял с 1888 года ординарным профессором Харьковского университета и членом совета попечителя Харьковского учебного округа. Академия наук несколько раз поручала ему рассмотрение научных работ, представленных на Макарьевскую и Уваровскую премии. В разных изданиях, преимущественно в «Киевской старине», «Этнографическом обозрении», «Сборнике Харьковского историко-филологического общества», «Русском филологическом вестнике». Сумцов напечатал около 300 исследований, статей и заметок, научных и публицистических. В 1892 году по его инициативе возник Педагогический отдел при Историко-филологическом обществе и начато издание «Трудов» этого отдела.
В 1896 году Сумцовым был открыт уникальный старообрядческий рукописный сборник «Меч Духовный» — «Толкования на Апокалипсис». Последнее сочинение включает в себя критику религиозной доктрины масонов.
В 1897—1919 годах Сумцов возглавлял Историко-филологического общества при Харьковском университете. С 1905 года Сумцов заведовал Университетским Этнографическим музеем. Деятельно участвовал в работах издательского комитета Харьковского общества грамотности (составил несколько брошюр для народного чтения). Несколько четырёхлетий состоял гласным Харьковской городской думы. Сумцов — автор статей по малорусской и юго-славянской этнографии и словесности в Энциклопедическом словаре Брокгауза и Ефрона, многочисленных сборников украинской народной поэзии, этнографических исследований. Много внимания уделил истории Слободского казачьего войска (СЛКВ), уничтоженного Екатериной Второй 26 июля 1765 года. Написал цикл статей о кобзарстве и выдающихся кобзарях: «Изучение кобзарства» (1905), «Бандурист Кучеренко» (1907) и др. Приписывал кобзарской традиции болгарское происхождение.
Член-корреспондент Чехо-Словацкого общества в Праге — с 1899 года член Чешской академии наук и искусства. Член-корреспондент Императорской Санкт-Петербургской академии наук по Отделению русского языка и словесности — с 3 декабря 1905 года.
В суровые годы Первой мировой войны профессор Сумцов занял твёрдую патриотическую позицию. И в ответ на шовинистическую, про-вильгельмовскую декларацию известного немецкого драматупга Герхардта Гауптмана, — Н. Ф. Сумцов подал заявление в городскую театральную комиссию, с предложением изъять из репертуара Харьковского драматического театра пьесы Гауптмана.
С 1919 года, по предложению и при содействии Агафангела Крымского, Николай Сумцов в числе первых стал академиком новообразованной Академии наук Украины.

## Оценка Сумцова в советской историографии
В официальном заключении на книгу «Украинская культура» (под ред. К. Гуслистого, С. Маслова, М. Рыльского) от 18 августа 1947 года Николай Сумцов был, вместе с Борисом Гринченко, Федором Волковым, Дмитрием Яворницким, Дмитрием Багалеем и многими другими учёными, назван «буржуазным деятелем украинской культуры с националистическими, антинаучными взглядами».

### Работы по истории русской литературы
- «Иоанникий Галятовский[6]» (Киевская старина, 1884).
- «Кн. В. Ф. Одоевский» (Харьков, 1884).
- «Иоанникий Галятовский» (1884),
- «Иннокентий Гизель» (1884),
- «Иоанн Вишенский» (1885)
- «Лазарь Баранович» (Харьков, 1885).
- «Речь Ивана Мелешка как литературный памятник» (Киевская старина, 1894).
- «О влиянии малорусской схоластической литературы XVII века на великорусскую раскольничью XVIII века и об отражении в раскольничьей литературе масонства» — Киев, 1896.
- «Разыскания в области анекдотической литературы» (1898).
- «В. А. Жуковский и Н. В. Гоголь» (Харьков, 1902).
- «А. С. Пушкин. Исследования» (Харьков, 1900).
- «Эпизоды об А. С. Пушкине», вып. 1—5 (Варшава, 1893—1897).
- «Поэзия Н. Ф. Чернявского» — Киев: тип. Ун-та св. Владимира, 1904. (оттиск из журнала «Киевская старина»).
- О литературных нравах южнорусских писателей XVII ст. // Известия Отделения русского языка и словесности Императорской Академии наук, 1906. — Т. 9. — Кн. 2. — С. 257—280.
- «К истории южно-русской литературы».
- «Слобожанщина і Шевченко» (1918).

### Монографии о легендах, повестях, былевых мотивах, думах
- Очерк истории колдовства в Европе — Харьков, 1878.
- О свадебных обрядах — Харьков, 1881.
- статьи о писанках, о культурных переживаниях, о проклятиях — по преим. в «Киевской старине».
- Дума об Алексее Поповиче — 1894.
- Слобідсько-українські історичні пісні — Харьков, 1918.

### Этнографические исследования и сборники
- Научное изучение колядок и щедривок — К.: Тип. А. Давиденко, 1886
- Современная малорусская этнография — 1893—1897.
- Очерки народного быта — 1902.
- Из украинской старины — Харьков, 1905.
- Діячі українського фольклору — 1910.
- Слобожане. Історично-етнографична розвідка — Харьків: Союз, 1918[7].
- О свадебных обрядах, преимущественно русских — 1881.
- Хлеб в обрядах и песнях — 1885.

### Монографии по истории искусства и педагогике
- «Леонардо да Винчи» (Сборник Харьковского историко-филологического общества, 1900).
- «Пособие для устройства научных и литературных чтений» (Харьк., 1895 и 1896).
- «Культурные переживания» (1889—1890).